# 戴珊
戴珊（1437年—1505年），字廷珍，號松溪，江西饒州府浮梁縣人。明朝政治人物。

## 生平
父戴哻，官嘉兴教授。戴珊幼嗜学，天顺八年（1464年）进士，与刘大夏同年，授御史，督南畿学政。成化十四年（1478年）遷為陝西副使。歷官浙江按察使、福建左布政使、福建右布政使、刑部左侍郎、刑部右侍郎，再進為南京刑部尚書。弘治二年（1489年），擢升為右副都御史。弘治十三年（1500年）召為左都御史。為官廉潔有政聲，家无余积。弘治十八年（1505年）卒，贈太子太保，谥恭简。

## 延伸阅读
[在维基数据编辑]
 《國朝獻徵錄·卷之五十四》，出自焦竑《國朝獻徵錄》
 《明史卷一百八十三》，出自《明史》